# Egiptologie
Egiptologia este studiul științific al Egiptului Antic și istoriei Egiptului Antic și este o ramură regională și tematică a disciplinelor Istoria antică și arheologie. Un practicant al acestei discipline poartă numele de egiptolog.
Egiptologia studiază cultura (limba, literatura, istoria, religia, arta, economia) egiptenilor antici dintre mileniul V î.Hr. până la sfârșitul dominației Imperiului Roman in sec. IV d.Hr.
Egiptologia moderna se consideră a-și avea începutul în anul 1822, când Jean-François Champollion a anunțat descifrarea generală a sistemului Hieroglific Egiptean folosind Piatra din Rosetta ca principal ajutor.